# Sainte-Colombe-sur-l’Hers
Sainte-Colombe-sur-l’Hers – miejscowość i gmina we Francji, w regionie Oksytania, w departamencie Aude. Nazwa miejscowości pochodzi od imienia św. Kolumby.
Według danych na rok 1990 gminę zamieszkiwało 530 osób, a gęstość zaludnienia wynosiła 50 osób/km² (wśród 1545 gmin Langwedocji-Roussillon Sainte-Colombe-sur-l’Hers plasuje się na 502. miejscu pod względem liczby ludności, natomiast pod względem powierzchni na miejscu 719.).